# I Never Loved a Man the Way I Love You
Az I Never Loved a Man the Way I Love You egy 1967-es Aretha Franklin-album, mely szerepel az 1001 lemez, amit hallanod kell, mielőtt meghalsz című könyvben.

## Az album dalai
|     | Cím                                       | Szerző(k)                        | Hossz |
| --- | ----------------------------------------- | -------------------------------- | ----- |
| 1.  | Respect                                   | Otis Redding                     | 2:29  |
| 2.  | Drown in My Own Tears                     | Henry Glover                     | 4:07  |
| 3.  | I Never Loved a Man (The Way I Love You)  | Ronny Shannon                    | 2:51  |
| 4.  | Soul Serenade                             | Curtis Ousley, Luther Dixon      | 2:39  |
| 5.  | Don't Let Me Lose This Dream              | Aretha Franklin, Ted White       | 2:23  |
| 6.  | Baby, Baby, Baby                          | A. Franklin, Carolyn Franklin    | 2:54  |
| 7.  | Dr. Feelgood (Love Is a Serious Business) | A. Franklin, White               | 3:23  |
| 8.  | Good Times                                | Sam Cooke                        | 2:10  |
| 9.  | Do Right Woman, Do Right Man              | Dan Penn, Chips Moman            | 3:16  |
| 10. | Save Me                                   | Ousley, A. Franklin, C. Franklin | 2:21  |
| 11. | A Change Is Gonna Come                    | Cooke                            | 4:20  |

## Közreműködők
- Aretha Franklin     –     zongora, vokál
- King Curtis     –    tenorszaxofon
- Carolyn Franklin     –     háttérvokál
- Willie Bridges     –    baritonszaxofon
- Charles Chalmers     –     tenorszaxofon
- Gene Chrisman     –    dob
- Tommy Cogbill     –     basszusgitár
- Tom Dowd     –    hangmérnök
- Jimmy Johnson     –    gitár
- Melvin Lastie     –     trombita, kornett
- Chips Moman     –    gitár
- Dewey Oldham     –    billentyűk
- Jerry Wexler     –     producer